# Lammefjord
El fiordo de Lamme (en danés: Lammefjord) es un antiguo cuerpo hídrico en Dinamarca localizado en la base de la península de Odsherred, en la isla de Selandia. Antiguamente era un brazo de mar hondo que llevaba al oeste desde el Isefjord, aunque la mayor parte de él son ahora tierras ganadas al mar como terreno agrícola. El tercio oriental, localizado aguas afuera del dique en Avdebo, es todavía mar, pero el nombre Lammefjord hoy usualmente se refiere sólo a la parte seca al oeste del dique.
El anterior lecho marino arenoso es una excelente tierra agrícola, especialmente para cosechas como zanahorias y patatas.
El proyecto de secado había empezado en 1873, pero se necesitó hasta 1943 antes de las elevaciones más bajas fueron deecadas. Grandes partes del fiordo eran suficientemente estrechas para ser secadas al principio. En 1899 el ferrocarril de Odsherred se inauguró cruzando el extremo oeste del fiordo. La ciudad de Fårevejle Stationsby creció donde el ferrocarril se cruza con la principal carretera a lo largo del lecho marino; sirve como el centro administrativo y mercantil para gran parte de Lammefjord.
En el Lammefjord está la parte más baja del país, de 7 metros bajo el nivel del mar. Según esta lista, también es el punto más bajo en la Unión Europea (compartido por el Zuidplaspolder).
- Datos: Q1801605
- Multimedia: Lammefjorden / Q1801605